# Kendall Marshall
Kendall Dewan Marshall (Dumfries, 19 agosto 1991) è un ex cestista statunitense.

## Carriera
È stato selezionato come 13ª scelta assoluta dai Phoenix Suns al Draft NBA 2012. Nello stesso anno gli è stato conferito il Bob Cousy Award.

## Statistiche

### NBA

#### Regular season
| Anno      | Squadra            | PG  | PT | MP   | TC%  | 3P%  | TL%  | RP  | AP  | PRP | SP  | PP  |
| --------- | ------------------ | --- | -- | ---- | ---- | ---- | ---- | --- | --- | --- | --- | --- |
| 2012-2013 | Phoenix Suns       | 48  | 3  | 14,6 | 37,1 | 31,5 | 57,1 | 0,9 | 3,0 | 0,5 | 0,1 | 3,0 |
| 2013-2014 | L.A. Lakers        | 54  | 45 | 29,0 | 40,6 | 39,9 | 52,8 | 2,9 | 8,8 | 0,9 | 0,1 | 8,0 |
| 2014-2015 | Milwaukee Bucks    | 28  | 3  | 14,9 | 45,5 | 39,1 | 88,9 | 1,0 | 3,1 | 0,8 | 0,0 | 4,2 |
| 2015-2016 | Philadelphia 76ers | 30  | 6  | 13,3 | 36,4 | 32,7 | 69,2 | 0,9 | 2,4 | 0,5 | 0,1 | 3,7 |
| Carriera  | Carriera           | 160 | 57 | 19,3 | 39,9 | 37,0 | 61,1 | 1,6 | 4,9 | 0,7 | 0,1 | 5,0 |

## Palmarès
- McDonald's All-American Game (2010)
- Bob Cousy Award: 2012
- NCAA AP All-America Third Team (2012)